# Optimización de distribución de discontinuidades

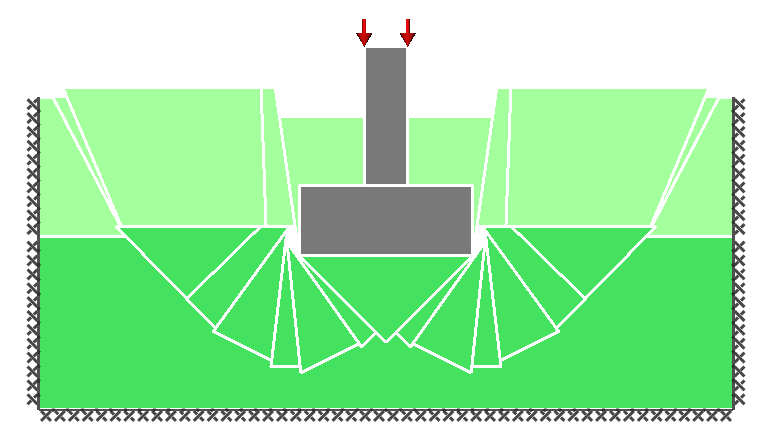
Mecanismo de falla de una cimentación identificado usando DLO

El método de optimización de distribución de discontinuidades (Discontinuity Layout Optimization o DLO) es un procedimiento de cálculo para determinar de manera directa la carga que puede soportar un sólido o una estructura justo antes del colapso. El método DLO identifica la distribución de planos de falla o “discontinuidades” en un sólido o estructura que puede colapsar usando métodos de optimización matemáticos (de allí el nombre del método). Se asume que la falla ocurre de una manera dúctil o “plástica”.

## Cómo funciona
El método DLO está constituido por los pasos descritos abajo.
El grupo de discontinuidades potenciales puede incluir discontinuidades que se cruzan una con otra, lo que permite identificar patrones de falla complejos (por ejemplo, aquellos que implican una falla donde muchas discontinuidades radian de un solo punto).
El método DLO puede formularse en términos de relaciones de equilibrio (formulación 'estática') o en términos de desplazamientos (formulación 'dinámica'). En el último caso, el objetivo del problema de optimización matemático es el minimizar la energía disipada entre discontinuidades, siempre sujeto a las restricciones de compatibilidad nodal. Esto puede resolverse usando técnicas eficientes de programación lineal que, al combinarse con un algoritmo desarrollado originalmente para problemas de optimización de armaduras y ordenadores modernos puede resolver directamente un gran número de topologías de mecanismos de falla diferentes (hasta aproximadamente 21,000,000,000 topologías diferentes en las PCs actuales). La descripción completa de la aplicación del método DLO a problemas de deformación plana se encuentra en Smith y Gilbert y a problemas en 3D en Hawksbee et al.

## DLO vs Método del Elemento Finito (MEF)
Mientras que el Método del Elemento Finito (MEF) es una herramienta alternativa para el análisis de problemas de ingeniería en el que se forman relaciones matemáticas para el problema de mecánica continua subyacente, el método DLO conlleva el análisis de un problema discontinuo potencialmente mucho más simple, planteando el problema completamente en términos de las discontinuidades individuales que interconectan los nodos distribuidos en el objeto que se está analizando. Adicionalmente, mientras que los programas de elemento finito a veces requieren del uso de solvers no lineales relativamente complejos, el método DLO generalmente usa un solver de programación lineal más simple.
En comparación con el MEF no lineal, DLO tiene las siguientes ventajas y desventajas:
Ventajas
- El estado de colapso se analiza directamente sin necesidad de iteraciones.
- Puede resolver sin dificultad problemas que impliquen singularidades en el campo de esfuerzos o desplazamientos

Desventajas
- Al igual que otras técnicas de análisis límite, DLO no da información sobre desplazamientos (o esfuerzos) antes del colapso.
- DLO se basa fundamentalmente en la modelación de mecanismos compatibles de colapso de suelo y es por tanto un método de cota superior. Por tanto, el método siempre predice una carga de colapso no conservadora.
- Aunque los esquemas de optimización usados en DLO para generar la distribución de continuidades normalmente aseguran que se va a encontrar una buena aproximación del mecanismo de colapso, no hay forma de saber por cuánto más la carga de colapso predicha excede la carga real de colapso (a menos que se haga un análisis independiente de cota inferior).
- DLO es una técnica relativamente nueva y aún está disponible en pocos programas.

## Aplicaciones
DLO es quizá más útil para problemas de ingeniería donde los cálculos a mano son difíciles, o simplifican demasiado el problema, pero donde el uso del más complejo MEF no lineal no se justifica. Algunas aplicaciones incluye:
- Análisis de problemas de ingeniería geotécnica (p.ej. estabilidad de taludes, capacidad de apoyo[4] o muros de retención/contención.
- Análisis de losas de hormigón/concreto.
- Análisis de formado de metales o extrusiones.

## Software que usa el método de Optimización de Distribución de Discontinuidades
- MATLAB script (2009-) Cortesía del grupo de investigación en Mecánica Computacional & Diseño de la Universidad de Sheffield, Reino Unido.
- LimitState:GEO (2008-) Programa general para resolver problemas de ingeniería geotécnica.